# Tempel von Skorba
Die Tempel von Skorba liegen einen Kilometer östlich der Anlage von Ta’ Ħaġrat bei Mġarr am Südosthang des Bidnija Ridge beim Ort Żebbiegħ auf Malta. Sie zählen zu den Megalithischen Tempeln von Malta, die 1992 zum UNESCO-Weltkulturerbe erklärt wurden, und wurden in das Nationale Inventar der Kulturgüter der maltesischen Inseln aufgenommen. Es finden sich megalithische Ruinen.
Die kontinuierliche Nutzung des Kultplatzes, der zu den ältesten Maltas gehört, erfolgte seit der Għar-Dalam-Phase und geht bis zum Ende der Tempelkultur. Der westliche Steintempel wurde ab der Ġgantija-Phase, der östliche seit der Tarxien-Phase genutzt.
Der Einzugsbereich des Kultplatzes umfasst die Terra-rossa-Böden im Hügelland sowie den Ostteil der Binġemma-Senke. Besondere Bedeutung erhält der Kultplatz durch die Hauptverbindung zwischen Mittel- und Nordmalta, die sich hier vom Falka Gap kommend verzweigt.

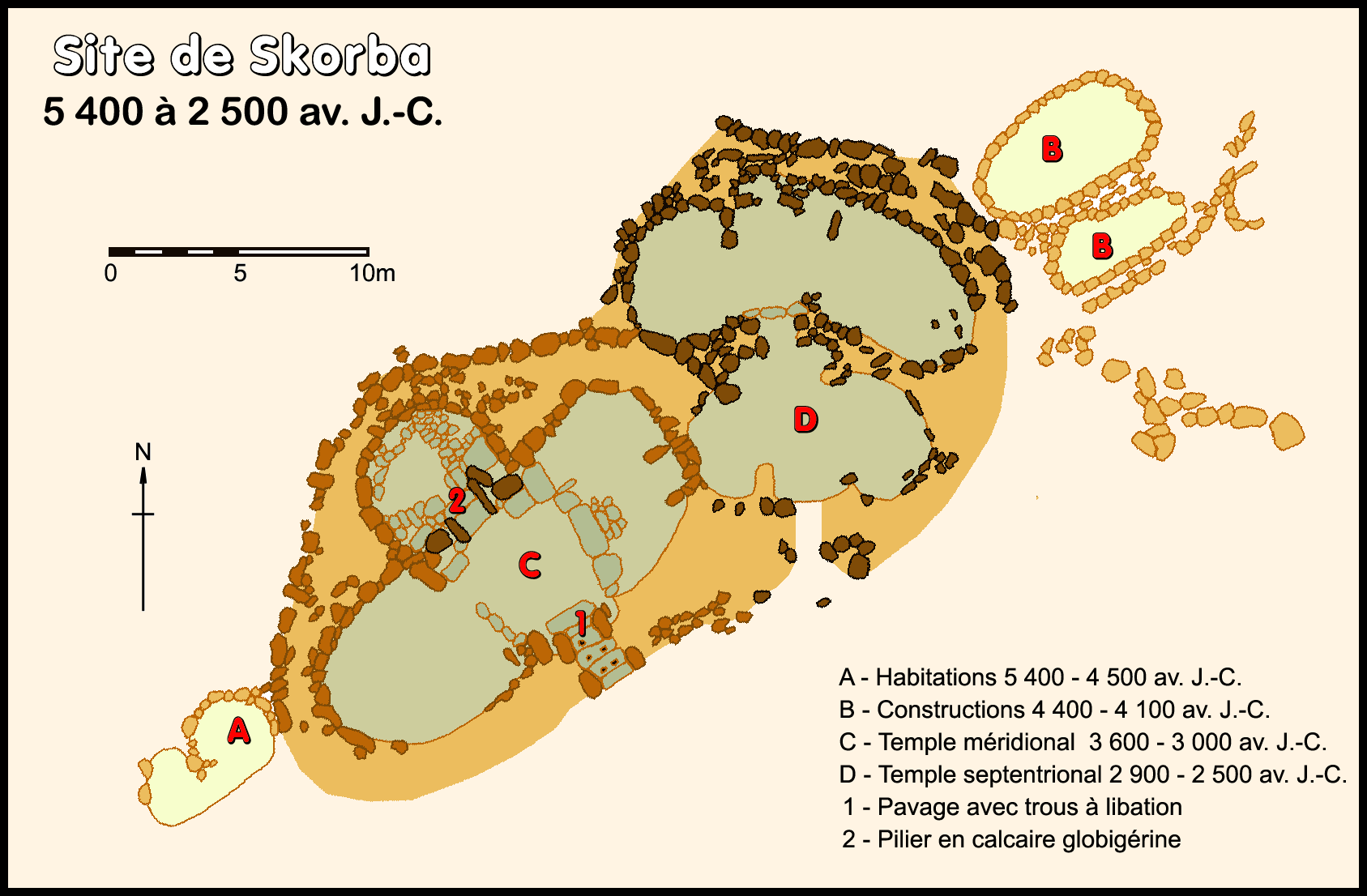
Die Skorbatempel

Zwei benachbarte Tempel (West bzw. Ost), vielleicht einst beide mit fünflappiger Komposition. Der Westtempel mit tiefer, der Osttempel mit flacher Kopfnische. Erhaltene Steinreste im Osten der Umzäunung bezeugen, dass der Kultplatz ein größeres Areal als das abgegrenzte Gelände umfasste.

## Westtempel
Die Gestaltung des erhaltenen Quertraktes und des Mantels sind dem des Südtempels der Ġgantija ähnlich. Ein vorgelagerter Quertrakt ist nicht auszuschließen, da der tiefe Korridor mit zwei Reihen von Bodenlöchern eher für eine Zwischentüranlage als für einen Zugang spricht. Während der Tarxien-Phase erfolgten die Separierung des Kopfes, die Einziehung einer zweiten Schicht Torbaböden und die Entfernung von Teilen des rechten Mantels für den Anbau des Osttempels. Der etwas zerstörte Quertrakt besteht aus zahlreichen basalen Resten der beiden Seitennischen. In der rechten befanden sich vorgeblendete Nischen im Scheitel und bei der Abschlussplatte. Die Kopfnische zeigt Reste eines Altars und einen axialen Trilithenzugang (ähnlich dem Westtempel von Kordin III und Ta' Ħaġrat Haupttempel).

## Osttempel
Durch Grabung dokumentiert sind nur die Steinreste des Außenbaus und des 2. Quertrakts aus Korallenkalkstein. In allen Seitennischen hat der Boden Ton-Estrich. Der erste Quertrakt hat eine geringere lichte Weite als der zweite Quertrakt; dieses ungewöhnliche Verhältnis liegt sonst nur im Südtempel der Ġgantija vor.

## Siedlung
Die im Grabungsareal dokumentierten Bauwerke zeigen, dass Siedlung und Kultplatz nebeneinander existierten. Einzelne, auf Fels gegründete Mauerzüge aus Stein und verschiedene, auf Kulturböden gegründete Bauten aus Lehmziegeln belegen die kontinuierliche Nutzung von der Għar Dalam bis zur Ġgantija-Phase. Die Grundrisse der Lehmziegelbauten zeigen ovale oder vierseitig kurvierte Bodenmulden mit Steinfundamentierungen am Muldenrand. Die Böden in den Mulden bestehen aus festgestampftem Ton. Ihre Eingänge lagen in der Regel an einer Breitseite.
Der Fund von Għajnsielem belegt, dass es sich bei den ovalen Lehmziegelbauten von Skorba um Siedlungsbauten handelt. In diesem Zusammenhang gewinnt die so genannte Miniatur Nr. 5 Bedeutung, weil sie zeigt, dass es Ovalbauten mit Eingau an der Breitseite auch in megalithischer Steinbauweise gab.

## Die Keramik von Skorba
Die Entwicklung der maltesischen Besiedlung wird in Perioden und Phasen angegeben, deren exakte zeitliche Abgrenzung bis heute nicht eindeutig festgelegt ist. Es sind zum Teil sehr unterschiedliche Angaben zu finden. Die Einteilung wird für die zeitliche Bestimmung der gefundenen Keramiken und Skulpturen verwendet. Die einzelnen Phasen tragen dabei oft die Bezeichnung eines bekannten Tempels aus dem entsprechenden Zeitabschnitt. Das Graue Skorba (4500–4400 v. Chr.) und das Rote Skorba (4400–4100 v. Chr.) stellen die älteste Siedlungskeramik der Insel dar. Auch eine den Kykladenidolen ähnelnde Frauenfigur wurde in Skorba gefunden.